# Na wyspie
Na wyspie – powieść Zofii Romanowiczowej; wydana w 1984 roku, w Paryżu nakładem Instytutu Literackiego. 

## O powieści
Główną bohaterką powieści jest reprezentantka pokolenia wojennego, Maria, uciekinierka z marszu śmierci. W trakcie ucieczki kobieta odnajduje w lesie umierającą, francuską więźniarkę, po śmierci której Maria przywłaszcza sobie jej tożsamość i wiedzie odtąd samotne życie w ojczyźnie zmarłej. Jednak po kilku latach dopadają ją wydarzenia z przeszłości, którym musi stawić czoła. Dodatkowo, bohaterka cierpi na tajemniczą chorobę narkolepsję, w której w trakcie napadów traci świadomość. 

## Znaczenie tytułu
Tytułowa wyspa to Wyspa Świętego Ludwika, miejsce, w którym zamieszkała, i w którym schronienie znalazła główna bohaterka powieści. Metaforycznie – wyspa to miejsce odosobnienia. 

## Problematyka powieści
Na Wyspie jest opowieścią o niemożności ucieczki od własnego przeznaczenia, od losu. Powieść podejmuje także problematykę tożsamości oraz jej konstruktywnego charakteru. Jednym z wątków powieści jest również motyw zdrady. Janina Cicha w recenzji powieści pisała: „Romanowiczowa dyskutuje w swej książce ze stereotypem zdrajcy. Maria wydała swoich przyjaciół i ojca. Uczyniła to ze strachu przed cierpieniem. W finale powieściowej akcji uświadamia sobie różnicę między czynem popełnionym w jednorazowej słabości, a świadomym wyborem zdrady (...)”. 

## Kwestie genologiczne
Na Wyspie powszechnie uznawane są za powieść psychologiczną. Ewa Nowakowska upatrywała w niej kolejnego ogniwa powieściowej serii Zofii Romanowiczowej: „Na Wyspie jest kolejnym rozdziałem wciąż tej samej opowieści, jednorodnej w swojej wielości, rozwijanej i poszerzanej konsekwentnie i prowadzącej w stronę subtelnej, koronkowej analizy psychologicznej”. Andrzej Stanisław Kowalczyk w swojej recenzji również podkreślał psychologiczne walory utworu Romanowiczowej, jednak wskazywał przy tym na inne komponenty budujące tę powieść: „(...) świetnie się zapowiadająca powieść psychologiczna, obfitująca w znakomite obserwacje (...) zmienia się za sprawą nowego bohatera - Andrzeja - w sensacyjną powieść pełną niejasności i niekonsekwencji”. 

## Recepcja powieści
Arkadiusz Morawiec w publikacji, poświęconej życiu i twórczości Zofii Romanowiczowej stwierdza, iż „(...) na opublikowane świadectwa lektury Na wyspie czytelników emigracyjnych składa się sześć recenzji i not. W Polsce ukazało się pięć omówień, co jest liczbą niemałą, wziąwszy pod uwagę fakt, że powieść nie miała edycji krajowej. Ponadto ukazała się recenzja książki w języku angielskim, opublikowana w czasopiśmie amerykańskim”. W 2002 roku Na Wyspie zostało przetłumaczone na język francuski i spotkało się z dobrym przyjęciem francuskich czytelników.  